# برينس ناكي
برينس ناكي (بالإنجليزية: Prince Nnake)‏ لاعب كرة قدم نيجيري ، يلعب في خط الهجوم لعب سابقاً في نادي الحجاز السعودي .